# Rusty (cheval)
Pour les articles homonymes, voir Rusty.
Rusty est un cheval de dressage hongre de robe alezan brûlé et de race lettone, monté par Ulla Salzgeber, qui a concouru sous les couleurs allemandes. Il remporte notamment la médaille d'or par équipe et la médaille de bronze en individuel de dressage aux Jeux olympiques d'été de 2000. Des soupçons de dopage pèsent sur sa cavalière, lorsqu'en 2003 Rusty est contrôlé positif à la testostérone pendant la finale de la Coupe du monde de dressage en mars, à Göteborg en Suède. La cavalière doit alors rendre sa médaille. 
Deux clones de Rusty voient le jour en 2012 et sont publiquement révélés l'année suivante .